# FC ASA Târgu Mureș
Fotbal Club ASA Târgu Mureș, cunoscut sub numele de ASA Târgu Mureș, pe scurt ASA, este un club profesionist de fotbal din Târgu Mureș, România, ce evoluează în prezent în Liga a II-a. A fost fondat în 1962, iar în august 1964 a fuzionat cu Mureșul Târgu Mureș, descendenta Voinței Târgu Mureș.
Susținut financiar de Ministerul Apărării Naționale, ASA a fost considerat un club privilegiat al regimului comunist și un satelit neoficial al Stelei București. Ascensiunea a fost rapidă și în scurt timp, ASA devenind una dintre cele mai importante echipe din țară. După Revoluția Română din 1989, 'militarii și-au început declinul iar în 2005, clubul a intrat în faliment. Între 2008 și 2018, autoritățile locale au rebranduit Transil Târgu Mureș în FCM Târgu Mureș, apoi ASA 2013 Târgu Mureș, dar noua entitate nu a avut continuitatea vechiului club și s-a desființat în cele din urmă. 
În vara anului 2021, ASA a fost reînființată, purtând marca originală a clubului istoric. Începând din vara anului 2025, clubul și-a marcat revenirea în Liga a II-a a României, după o absență de 23 de ani.

## Istoric

### Clubul original (1962–2005)

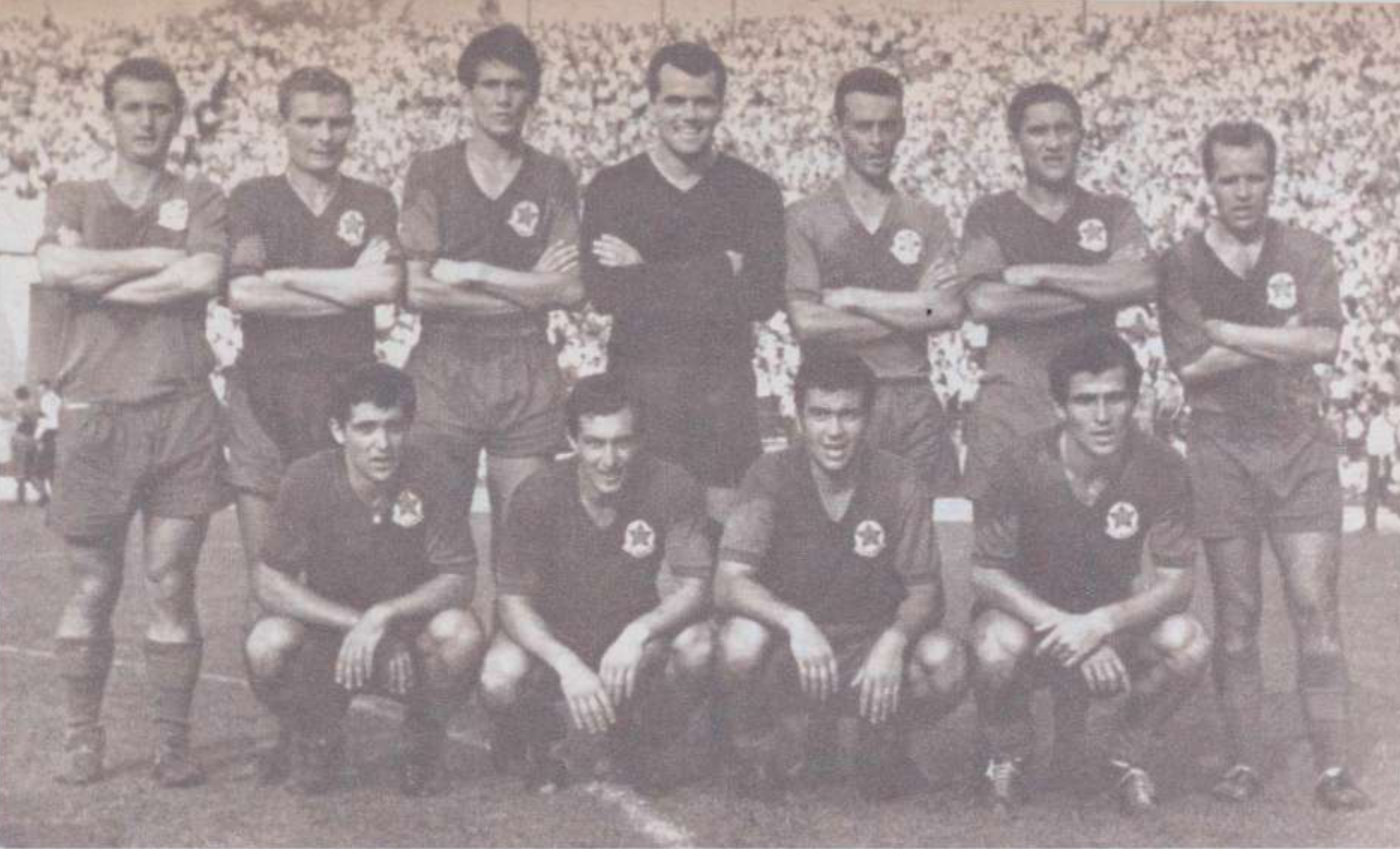
ASA Targu Mures in sezonul 1966-67

ASA Târgu Mureș a fost fondat în 1962 și în august 1964 a fuzionat cu Mureșul Târgu Mureș, descendenta Voinței Târgu Mureș. Sprijinită financiar de către Ministerul Apărării Naționale, ASA a fost considerat un club privilegiat al regimului comunist și un satelit neoficial al Stelei București. Ascensiunea  a fost una rapidă și în scurt timp, ASA a devenit una dintre cele mai importante echipe din țară.
Cea mai bună performanță a clubului a fost un loc 2 în Divizia A, la finalul sezonului 1974-75. A participat de 3 ori în Cupa UEFA, dar a fost eliminată în primul tur preliminar de fiecare dată: în 1975-1976 de Dynamo Dresden, în 1976-1977 de Dinamo Zagreb și în 1977-198 de AEK Atena. Echipa a avut performanțe mai notablie în Cupa Balcanilor în 1973 unde a ajuns până în finală dar a pierdut în fața lui Lokomotiv Sofia.
Între 1962 și 1989, a jucat 20 de sezoane în Liga I și restul în Liga a II-a. După Revoluția Română, „militarii” și-au început declinul și între 1990 și 2002 a jucat doar un sezon în prima ligă (sezonul 1991-1992), și 11 sezoane în Liga a II-a. La finalul sezonului 2001-2002, a retrogradat în Liga a III-a pentru prima dată în istoria sa, și echipa s-a dizolvat la scurt timp duă, în 2005, din cauza problemelor financiare.
Cel mai cunoscut jucător care a purtat tricoul roș-albasru a fost László Bölöni. A jucat 406 meciuri și a înscris 64 de goluri pentru ASA. De asemenea a câștigat Cupa Campionilor Europeni în 1986 cu Steaua București. A antrenat echipa națională de fotbal a României, echipele din Ligue 1 din Franța Nancy, Rennes și AS Monaco și clubul de fotbal portughez Sporting. De asemenea a mai antrenat Standard Liège din iulie 2008 până în febuarie 2010. László Bölöni a câștigat titlul în 2009 într-un play-off strâns împotriva marii rivale Anderlecht. A mai câștigat titlul cu Sporting CP în 2002.
Un alt jucător notabil a fost Florea Ispir. A jucat 485 de meciuri în Liga I, toate pentru ASA, și a marcat 2 goluri. Este pe locul 3 în clasamentul all-time al jucătorilor cu cele mai multe apariții în Liga I.

### Încercarea de resuscitare (2008–2018)
ASA 2013 Târgu Mureș a fost înființată în 2008, după reorganizarea clubului local, Transil Târgu Mureș. În primul sezon, noul club a cumpărat un loc în divizia a doua, de la nou-promovata Unirea Sânnicolau Mare, evoluând în consecință în Liga II 2008–09. FCM a depășit previziunile și a jucat bine pe tot parcursul sezonului, câștigând 16 meciuri și remizând în 9 meciuri, în timp ce a marcat 54 de goluri și a primit 27, cele mai puține din Seria a II-a. La finalul sezonului, echipa a fost foarte aproape de promovarea în Liga I, terminând pe locul trei cu 57 de puncte. În sezonul următor, clubul a terminat pe primul loc în seria lor cu 69 de puncte, câștigând 20 de meciuri, remizând 9 și pierzând 3. Echipa a marcat 52 de goluri și a primit 20 (cele mai puține goluri primite din seria lor, ca anul precedent) și a fost promovată. pentru prima dată în istoria sa în Liga I. Trecuseră optsprezece ani de la ultima prezență a orașului în topul ligii românești de fotbal (sezonul 1991–92 cu ASA). În 2013, clubul și-a schimbat numele din FCM Târgu Mureș în ASA 2013 Târgu Mureș, în încercarea de a readuce în frunte vechiul brand al ASA Târgu Mureș, dar fără nicio legătură cu clubul inițial. La sfârșitul sezonului 2013-2014 de Liga a II-a au terminat pe locul doi și au intrat pentru prima dată în Liga I cu noul nume.
La sfârșitul sezonului de Liga I 2014-2015, ASA 2013 s-a clasat pe locul 2, pierzând titlul național în ultimele etape ale sezonului. Pe 17 iulie 2015, a fost anunțat că Târgu Mureș o va înfrunta AS Saint-Étienne în turul trei preliminar al UEFA Europa League. Echipa aflată în Centrul României va fi eliminată, iar din acest moment clubul a început să aibă probleme financiare importante, a intrat în insolvență, a retrogradat în divizia a doua și, în final, a intrat în faliment în 2018.

### ASA revine sub brand-ul original (2021–prezent)
În vara lui 2021, ASA Târgu Mureș a revenit în activitate, acum entitatea având brand-ul original sub administrarea sa. Într-o conferință de presă, clubul a anunțat că această entitate este singurul succesor legal al vechii ASA, înființată în 1962 și dizolvată în 2005. „Suntem clubul care continuă tradiția fotbalistică a vechii echipe de fotbal A.S. Armata Târgu Mureș. În 2005 clubul militar a fost desfiintat și sectiunea de fotbal din cadrul clubului militar a fost reorganizată ca club privat, respectiv a fost preluată de asociația noastră, drept urmare, clubul nostru și-a continuat activitatea sportivă in Liga a III-a încă din anul 2005, competiție în care clubul militar a evoluat și in ultimul an de existență. Nu avem în denumire cuvântul "Armata" deoarece suntem o entitate privată si nu putem avea denumirea de instituție publică unde s-a păstrat doar marca și structurile sportive care au dat faliment una câte una, ne lăudăm și cu elementul de continuitate, de fapt, suntem adevărații (și singurii) succesori ai vechiului club militar”.

## Culori și simboluri

### Simboluri oficiale

#### Stema

1982-1990
1992-2005
2013-2018
Din 2021

## Suporteri

### Istorie
De-a lungul istoriei ASA-ului, clubul a avut mereu o masa ridicata de susținători care provin din orașul Târgu Mureș, cat si din cadrul județului Mureș. De asemenea, datorită încadrări orașului intr-o zona cu o populație maghiară ridicată, clubul este susținut de un număr reprezentativ de etnici maghiari. 
Fenomenul ultras a pătruns in Târgu Mureș doar la inceputul aniilor 2000 când s-au unit mai multe brigăzi ultras mureșene sa formeze Peluza Sud Târgu Mureș care a susținut echipa intr-un mod expresiv cu scenografi si mesaje expuse in timpul meciurilor dar si printr-un stil diferit fata de suporteri altor echipe din Romania. Legio Vici Maris '08 este un grup de suporteri înființat în anul 2008, la Târgu Mureș, ca urmare a inițiativei unor membri ai fostului grup Orange Boys. Decizia acestora de a părăsi vechea grupare a fost determinată de divergențe interne și de dorința de a nu mai avea nicio legătură cu structura anterioară sau cu conducerea clubului din acea perioadă, devenid indepedentii fata de conducerea clubului.Noua grupare a atras rapid alți susținători locali, tineri pasionați de fotbal și animați de atașamentul față de orașul Târgu Mureș.
În urma unor probleme apărute în 2011, membrii Legio Vici Maris '08 au decis autosuspendarea activității din peluză pe termen nelimitat, subliniind caracterul independent al grupului față de conducerea clubului.De-a lungul activității sale, Legio Vici Maris a cultivat o relație de prietenie cu gruparea Lorzii Nordului '07, susținători ai echipei Gloria Bistrița. Această legătură s-a format pe baza unui respect reciproc și a valorilor comune împărtășite de ambele
Din 2021, când echipa s-a refondat, suporteri au îmbrățișat noul proiect care si-a propus reintoarcerea brandului ASA.

### Rivalitate
Rivala principala a ASA Targul Mures este Universitatea Cluj. Rivalitatea este alimentată de apropierea geografică și de confruntările istorice dintre cele două echipe. De asemenea, ASA Târgu Mures datorita aproprieri de Steaua Bucuresti in perioda comunista s-a format o confruntare directa cu Dinamo Bucuresti. Dupa anii 2000, s-a declansat o rivalitate cu clubul CFR Cluj datorita cresteri exponentiale a clubului din Gruia formandu-se o relatie de rivaltiate intre suporteri.

## Palmares
| Competiții naționale | Competiții internaționale                                                                 |
| Liga I: Vicecampioană (1): 1974–75 Liga a II-a: Campioană (4): 1966–67, 1970–71, 1986–87, 1990–91 Liga a III-a Vicecampioană (1): 2004–05 | Cupa Balcanică Finalistă (1): 1973 Cupa UEFA Turul 1 (3): 1975-1976, 1976-1977, 1977-1978 |

## Parcursul competițional
| Sezon     | Nivel | Divizie                    | Poz.  | Note              | Cupa României |
| --------- | ----- | -------------------------- | ----- | ----------------- | ------------- |
| 2025–26   | 2     | Liga a II-a                | TBD   |                   | TBD           |
| 2024–25   | 4     | Liga a IV-a (MS)           | 1 (C) | Promovată         |               |
| 2023–24   | 4     | Liga a IV-a (MS)           | 4     |                   |               |
| 2022–23   | 4     | Liga a IV-a (MS)           | 2     |                   |               |
| 2021–22   | 4     | Liga a IV-a (MS)           | 3     |                   |               |
| 2004–05   | 3     | Divizia C (Seria a VIII-a) | 2     |                   |               |
| 2003–04   | 3     | Divizia C (Seria a IX-a)   | 8     |                   |               |
| 2002–03   | 3     | Divizia C (Seria a VII-a)  | 14    | Salvare de la (R) |               |
| 2001–02   | 2     | Divizia B (Seria a II-a)   | 14    | Retrogrdarae      | Șaisprezecimi |
| 2000–01   | 2     | Divizia B (Seria a II-a)   | 12    |                   |               |
| 1999–2000 | 2     | Divizia B (Seria a II-a)   | 13    |                   |               |
| 1998–99   | 2     | Divizia B (Seria a II-a)   | 7     |                   | Șaisprezecimi |
| 1997–98   | 2     | Divizia B (Seria a II-a)   | 4     |                   |               |
| 1996–97   | 2     | Divizia B (Seria a II-a)   | 8     |                   | Șaisprezecimi |
| 1995–96   | 2     | Divizia B (Seria a II-a)   | 3     |                   | Optimi        |
| 1994–95   | 2     | Divizia B (Seria a II-a)   | 5     |                   | Optimi        |
| 1993–94   | 2     | Divizia B (Seria I)        | 5     |                   |               |
| 1992–93   | 2     | Divizia B (Seria I)        | 5     |                   |               |
| 1991–92   | 1     | Divizia A                  | 17    | Retrogradare      | Optimi        |
| 1990–91   | 2     | Divizia B (Seria a III-a)  | 1 (C) | Promovare         |               |
| 1989–90   | 2     | Divizia B (Seria a III-a)  | 7     |                   |               |
| 1988–89   | 1     | Divizia A                  | 18    | Retrogradare      | Șaisprezecmi  |
| 1987–88   | 1     | Divizia A                  | 11    |                   | Șaisprezecimi |
| 1986–87   | 2     | Divizia B (Seria a II-a)   | 1 (C) | Promovare         |               |

| Sezon   | Nivel | Divizie                  | Poz.  | Note         | Cupa României |
| ------- | ----- | ------------------------ | ----- | ------------ | ------------- |
| 1985–86 | 1     | Divizia A                | 17    | Retrogradare | Șaisprezecimi |
| 1984–85 | 1     | Divizia A                | 6     |              | Șaisprezecimi |
| 1983–84 | 1     | Divizia A                | 14    |              | Sferturi      |
| 1982–83 | 1     | Divizia A                | 8     |              | Șaisprezecimi |
| 1981–82 | 1     | Divizia A                | 15    |              | Șaisprezecimi |
| 1980–81 | 1     | Divizia A                | 13    |              | Șaisprezecimi |
| 1979–80 | 1     | Divizia A                | 15    |              | Optimi        |
| 1978–79 | 1     | Divizia A                | 9     |              | Șaisprezcimi  |
| 1977–78 | 1     | Divizia A                | 12    |              | Șaisprezcimi  |
| 1976–77 | 1     | Divizia A                | 4     |              | Șaispreziemci |
| 1975–76 | 1     | Divizia A                | 3     |              | Sferuri       |
| 1974–75 | 1     | Divizia A                | 2     |              | Semifinale    |
| 1973–74 | 1     | Divizia A                | 12    |              | Sferturi      |
| 1972–73 | 1     | Divizia A                | 12    |              | Șaisprezecimi |
| 1971–72 | 1     | Divizia A                | 4     |              | Sferturi      |
| 1970–71 | 2     | Divizia B (Seria I)      | 1 (C) | Promovare    |               |
| 1969–70 | 1     | Divizia A                | 16    | Retrogrdarae | Optimi        |
| 1968–69 | 1     | Divizia A                | 14    |              | Optimi        |
| 1967–68 | 1     | Divizia A                | 12    |              | Optimi        |
| 1966–67 | 2     | Divizia B (Seria II-a)   | 1 (C) | Promovare    |               |
| 1965–66 | 2     | Divizia B (Seria a II-a) | 4     |              |               |
| 1964–65 | 2     | Divizia B (Seria a II-a) | 9     |              | Șaisprezecimi |

## ASA Târgu Mureș în cupele europene
| Cupa Balcanică 1973 |     |                    |
| Grupa A             |     |                    |
| FK Sutjeska Nikšić  | 1–0 | ASA Târgu Mureș    |
| ASA Târgu Mureș     | 5–1 | Labinoti Elbasani  |
| ASA Târgu Mureș     | 3–0 | FK Sutjeska Nikšić |
| Labinoti Elbasani   | 2–0 | ASA Târgu Mureș    |
| Finala              |     |                    |
| ASA Târgu Mureș     | 1-1 | Lokomotiv Sofia    |
| Lokomotiv Sofia     | 2–0 | ASA Târgu Mureș    |
| Cupa UEFA 1975/1976 |     |                    |
| Turul 1             |     |                    |
| ASA Târgu Mureș     | 2-2 | Dynamo Dresden     |
| Dynamo Dresden      | 4-1 | ASA Târgu Mureș    |
| Cupa UEFA 1976/1977 |     |                    |
| Turul 1             |     |                    |
| ASA Târgu Mureș     | 0-1 | Dinamo Zagreb      |
| Dinamo Zagreb       | 3-0 | ASA Târgu Mureș    |
| Cupa UEFA 1977/1978 |     |                    |
| Turul 1             |     |                    |
| ASA Târgu Mureș     | 1-0 | AEK Athens F.C.    |
| AEK Athens F.C.     | 3-0 | ASA Târgu Mureș    |

| Competiția                    | S | J  | V | E | Î | GM | GP | GD  |
| ----------------------------- | - | -- | - | - | - | -- | -- | --- |
| UEFA Europa League / UEFA Cup | 3 | 6  | 1 | 1 | 4 | 4  | 13 | – 9 |
| Cupa Balcanică                | 1 | 6  | 2 | 1 | 3 | 9  | 7  | + 2 |
| Total                         | 4 | 12 | 3 | 2 | 7 | 13 | 20 | – 7 |

## Lotul actual
La 6 September 2021.
| Nr. |         | Poziție | Jucător                  |
| --- | ------- | ------- | ------------------------ |
|     | România | P       | Hunor Kristály           |
|     | România | F       | Alexandru Aldea          |
|     | România | F       | Gabriel Avram            |
|     | România | F       | Cosmin Mileșan           |
|     | România | F       | Mark Moldovan            |
|     | România | F       | Cristian Murar (Captain) |
|     | România | F       | Silviu Naste             |
|     | România | F       | Lajos Virág              |
|     | România | M       | Zsolt Borbély            |
|     | România | M       | Patrick Cherteș          |
|     | România | M       | Darius Dascăl            |
|     | România | M       | Raul Iliescu             |

| Nr. |         | Poziție | Jucător               |
| --- | ------- | ------- | --------------------- |
|     | România | M       | Romulus Miclea        |
|     | România | M       | Darius Micloș         |
|     | România | M       | Octavian Moldovan     |
|     | România | M       | Florin Musta          |
|     | România | M       | Paul Pop              |
|     | România | M       | Cristian Tinca        |
|     | România | M       | Radu Văidean          |
|     | România | A       | Raul Bocicor          |
|     | România | A       | Alexandru Holom       |
|     | România | A       | Adrian Pop-Solovăstru |
|     | România | A       | Arnold Szilágyi       |
|     | România | A       | Dan Velichea          |

## Oficialii clubului
| Role             | Name                     |
| ---------------- | ------------------------ |
| President        | Vlad Lăcătușu            |
| Board Members    | Mihály Szász Ionuț Sterp |
| Sporting manager | Ovidiu Văidean           |

| Role              | Name           |
| ----------------- | -------------- |
| Manager           | Darius Miclea  |
| Assistant manager | Romulus Miclea |

## Foști Jucători
| - Sólyom Csaba - Nágel Zoltán - Szöllősi László - Gligore Stefan - Kiss Madocsa - Ispir Florea - Unchias Dumitru - Czakó János - Onutan Károly | - Gáll Dezső - Varodi Petre - dr. Bölöni László - Paslaru Vasile - Fazakas Árpád - Nagy Miklós - Muresan Ioan - Hajnal Gyula - Kanyaró Attila | - Both Gyuri - Varró Sándor - Biró Imre - Găman Adrian - Botezan Adrian - Bozesan Laurentiu - Fodor János - Ilie Costel - Fanici Andrei | - Ciorceri George - Marton László - Mátéfi István - Horațiu Cioloboc - Biró Levente - Vunvulea Ioan - Körtési Béla - Marton Levente |

## Foști Antrenori
- Bóné Tibor
- Ördögh Attila
- Czakó Janos
- Ispir Florea
- Dan Petrescu
- Brassai István
- Sólyom Csaba
- Catana Romeo
- Ciorceri George
- Coidum Stefan
- Zavoda Ferenc

## Foști Președinți al clubului
- Gheorghe Pintilie
- Cornel Cacovean (1978 - 1998)
- Vasile Maghiar (1998-2000)
- Vasile Murar (2000-2002)
- Virgil Lacatusu (2002-2017)
- Vlad Lacatusu (2018 - 2024)
- Muruțan Liviu 2024-prezent